# Kanton Tulle-Campagne-Sud
Der Kanton Tulle-Campagne-Sud war von 1982 bis 2015 ein französischer Wahlkreis im Département Corrèze in der damaligen Region Limousin. Er umfasste 14 Gemeinden im Arrondissement Tulle; sein Hauptort (frz.: chef-lieu) war Tulle. Die landesweiten Änderungen in der Zusammensetzung der Kantone brachten im März 2015 seine Auflösung.

## Gemeinden
| Gemeinde               | Einwohner (Stand: 2014) | Code postal | Code Insee |
| ---------------------- | ----------------------- | ----------- | ---------- |
| Les Angles-sur-Corrèze | 108                     | 19000       | 19009      |
| Chanac-les-Mines       | 504                     | 19150       | 19041      |
| Le Chastang            | 373                     | 19190       | 19048      |
| Cornil                 | 1401                    | 19150       | 19061      |
| Gimel-les-Cascades     | 763                     | 19800       | 19085      |
| Ladignac-sur-Rondelles | 423                     | 19150       | 19096      |
| Lagarde-Enval          | 806                     | 19150       | 19098      |
| Laguenne               | 1351                    | 19150       | 19101      |
| Marc-la-Tour           | 162                     | 19150       | 19127      |
| Pandrignes             | 167                     | 19150       | 19158      |
| Saint-Bonnet-Avalouze  | 220                     | 19150       | 19185      |
| Sainte-Fortunade       | 1800                    | 19490       | 19203      |
| Saint-Martial-de-Gimel | 476                     | 19150       | 19220      |
| Saint-Priest-de-Gimel  | 491                     | 19800       | 19236      |